# 弗基里納區
35°39′50″N 7°17′55″E / 35.6638°N 7.2987°E
弗基里納區（阿拉伯语：‎），是阿爾及利亞的行政區，位於該國東北部，由烏姆布瓦吉省負責管轄，首府設於弗基里納，面積540平方公里，2008年人口17,437，人口密度每平方公里32人。